# Allianz (Armenien)
Die Progressiv-Zentristische Partei «Allianz» (armenisch «Ալյանս» առաջադիմական ցենտրիստական կուսակցություն «Aljans» Arradschadimakan Zentristakan Kusakzutjun) ist eine politische Partei in Armenien. Ihr Parteivorsitzender Tigran Urichanjan war bisher der einzige Abgeordnete der Partei in der armenischen Nationalversammlung.

## Geschichte
Die Partei wurde am 16. Mai 2015 gegründet und Tigran Urichanjan zum Parteivorsitzenden gewählt, welcher seit 2012 Abgeordneter der Nationalversammlung war. Er war zunächst Mitglied der Fraktion der nationalkonservativ-rechtsliberalen Partei Blühendes Armenien, trat jedoch am 11. Februar 2020 aus deren Fraktion aus und wurde fraktionslos. Seit der vorgezogenen Parlamentswahl in Armenien 2021 ist Urichanjan und damit auch seine Partei nicht mehr in der Nationalversammlung vertreten.

## Abgeordnete in der Nationalversammlung
- Tigran Urichanjan (2012–2021)[4]